# Schedorhinotermes makassarensis
Schedorhinotermes makassarensis es una especie de termita subterránea del género Schedorhinotermes, de la familia Rhinotermitidae, orden Blattodea.

## Distribución
Se distribuye por Indonesia: Célebes.

## Taxonomía
Fue descrita por Kemner en 1934.
Tratamiento taxonómico
La especie aparece registrada y publicada en Systematische und biologische Studien über die Termiten Javas und Celebes. Kungliga Svenska Vetenskaps-Akademiens Handlingar, 13(4), 1–241.